# Поділля (регбійний клуб)
РК «Поділля» — український регбійний клуб із Хмельницького.

## Історія
Створений 1984 року як аматорська регбійна команда працівників заводу «Темп». Перша товариська гра команди «Темп» з Львівською «Політехнікою» відбулась 6 квітня 1984 року на стадіоні Електромеханічного технікуму, яку команда виграла з рахунком 6:0, завдяки спробі Слави Большакова. Попередні назви: 1984—1996 — «Темп», 1997—2001 — «Університет», 2002—2013 — «Оболонь-Університет», 2014—2015 — «Хмельницький». 
У 1994 році відбувся початок зародження сучасної регбійної команди. З 1997 року команда почала виступати у 1-й лізі чемпіонату України, в 2000-2001 роках виступала у вищій лізі, а з 2002 виступає у суперлізі Чемпіонату України з регбі. З 2004 року гравці РК «Поділля» неодмінно грають у національній збірній України з регбі-15. У 2008 році майстер спорту міжнародного класу Олег Квасниця представляв Хмельницький у фіналі чемпіонату Європи з регбі-7, де був визнаний кращим гравцем фіналу у Ганновері.

## Досягнення
В Україні:
Чемпіонат України з регбі-15:
- Другий призер (2): 2017, 2018
- Третій призер (5): 2004, 2013, 2015, 2016, 2019

Кубок України з регбі-15